# Massimo Rosa
Pour les articles homonymes, voir Rosa.
Massimo Rosa, né le 9 décembre 1995 à Alba, est un coureur cycliste italien. Il est le frère de Diego Rosa, également coureur cycliste.

## Biographie
Après de bons résultats chez les espoirs, Massimo Rosa passe professionnel en 2017 au sein de l'équipe Wilier Triestina-Selle Italia.
À l'issue de la saison 2019, il décide de mettre de côté le cyclisme de route pour revenir aux compétitions de VTT.

## Palmarès
- 2015
  - 3e de la Coppa San Sabino
- 2016
  - Mémorial Daniele Tortoli
- 2017
  - 3e du Gran Premio Palio del Recioto
  - 3e du Trofeo Viguzzolo

## Classements mondiaux
| Année           | 2017   |
| --------------- | ------ |
| UCI Europe Tour | 1 018e |